# Italia's Next Top Model (mùa 1)
Italia's Next Top Model, Mùa 1 là mùa đầu tiên của Italia's Next Top Model được phát sóng trên SKY Uno từ tháng 12 năm 2007 đến tháng 2 năm 2008.
Điểm đến quốc tế của mùa này là Ibiza cho top 4.
Người chiến thắng trong cuộc thi mùa này là Gilda Sansone, 18 tuổi từ Salerno. Cô giành được: 1 hợp đồng người mẫu với d’Management Group trong 1 năm và lên ảnh bìa tạp chí Elle.

## Các thí sinh
Tính tuổi lúc tham gia ghi hình
| Thí sinh            | Tuổi | Chiều cao               | Quê quán           | Bị loại ở | Hạng |
| ------------------- | ---- | ----------------------- | ------------------ | --------- | ---- |
| Annalisa Bianconi   | 20   | 1,79 m (5 ft 10+1⁄2 in) | Bologna            | Tập 1     | 14   |
| Agnese Mantovani    | 22   | 1,76 m (5 ft 9+1⁄2 in)  | Jesolo             | Tập 2     | 13   |
| Sara Martini        | 18   | 1,78 m (5 ft 10 in)     | Arezzo             | Tập 3     | 12   |
| Francesca Limiti    | 24   | 1,76 m (5 ft 9+1⁄2 in)  | Rome               | Tập 4     | 11   |
| Elena Cisonni†      | 19   | 1,79 m (5 ft 10+1⁄2 in) | Treviso            | Tập 5     | 10   |
| Alessandra Bettoja  | 20   | 1,79 m (5 ft 10+1⁄2 in) | Verona             | Tập 6     | 9    |
| Manuela Mazzoni     | 18   | 1,78 m (5 ft 10 in)     | Prato              | Tập 7     | 8    |
| Fiorella Amadei     | 19   | 1,76 m (5 ft 9+1⁄2 in)  | Faenza             | Tập 8     | 7    |
| Francesca Benedetto | 20   | 1,81 m (5 ft 11+1⁄2 in) | Turin              | Tập 9     | 6    |
| Laura Ferraro       | 23   | 1,75 m (5 ft 9 in)      | Bassano del Grappa | Tập 10    | 5    |
| Tiziana Piergianni  | 22   | 1,78 m (5 ft 10 in)     | Milan              | Tập 11    | 4    |
| Lorena Stra         | 22   | 1,80 m (5 ft 11 in)     | Alba               | Tập 12    | 3    |
| Elga Blasetti       | 23   | 1,77 m (5 ft 9+1⁄2 in)  | L'Aquila           | Tập 12    | 2    |
| Gilda Sansone       | 18   | 1,76 m (5 ft 9+1⁄2 in)  | Salerno            | Tập 12    | 1    |

## Thứ tự gọi tên
| Thứ tự | Tập          | Tập          | Tập          | Tập          | Tập          | Tập          | Tập          | Tập          | Tập          | Tập     | Tập     | Tập    | Tập   |
| Thứ tự | 1            | 2            | 3            | 4            | 5            | 6            | 7            | 8            | 9            | 10      | 11      | 12     | 12    |
| ------ | ------------ | ------------ | ------------ | ------------ | ------------ | ------------ | ------------ | ------------ | ------------ | ------- | ------- | ------ | ----- |
| 1      | Lorena       | Tiziana      | Alessandra   | Tiziana      | Fiorella     | Gilda        | Elga         | Tiziana      | Elga         | Lorena  | Gilda   | Gilda  | Gilda |
| 2      | Manuela      | Alessandra   | Tiziana      | Lorena       | Lorena       | Fiorella     | Gilda        | Laura        | Gilda        | Elga    | Elga    | Elga   | Elga  |
| 3      | Gilda        | Francesca B. | Elga         | Alessandra   | Laura        | Tiziana      | Fiorella     | Elga         | Lorena       | Tiziana | Lorena  | Lorena |       |
| 4      | Laura        | Laura        | Elena        | Manuela      | Gilda        | Elga         | Francesca B. | Gilda        | Laura        | Gilda   | Tiziana |        |       |
| 5      | Francesca B. | Gilda        | Francesca B. | Elga         | Manuela      | Francesca B. | Laura        | Lorena       | Tiziana      | Laura   |         |        |       |
| 6      | Elena        | Fiorella     | Francesca L. | Laura        | Francesca B. | Lorena       | Tiziana      | Francesca B. | Francesca B. |         |         |        |       |
| 7      | Sara         | Sara         | Gilda        | Francesca B. | Tiziana      | Manuela      | Lorena       | Fiorella     |              |         |         |        |       |
| 8      | Agnese       | Elga         | Laura        | Fiorella     | Alessandra   | Laura        | Manuela      |              |              |         |         |        |       |
| 9      | Tiziana      | Lorena       | Lorena       | Gilda        | Elga         | Alessandra   |              |              |              |         |         |        |       |
| 10     | Elga         | Francesca L. | Fiorella     | Elena        | Elena        |              |              |              |              |         |         |        |       |
| 11     | Fiorella     | Manuela      | Manuela      | Francesca L. |              |              |              |              |              |         |         |        |       |
| 12     | Alessandra   | Elena        | Sara         |              |              |              |              |              |              |         |         |        |       |
| 13     | Francesca L. | Agnese       |              |              |              |              |              |              |              |         |         |        |       |
| 14     | Annalisa     |              |              |              |              |              |              |              |              |         |         |        |       |

     Thí sinh bị loại
     Thí sinh chiến thắng cuộc thi
- Tập 13 là tập Gilda đã làm gì sau khi chiến thắng cuộc thi và ảnh bìa tạp chí của cô đã được tiết lộ.

### Các thử thách
Trình diễn thời trang
- Tập 1: Trang phục và kiểu trang điểm tự chọn
- Tập 4: Trong trang phục của nhà thiết kế Maison Romeo Gigli
- Tập 5: Đầm dạ hội 1930 trên cầu thang
- Tập 9: Trong trang phục của nhà thiết kế Carlo Pignatelli
- Tập 12: Trong trang phục của nhà thiết kế Roberto Cavalli

Buổi chụp hình & Quảng cáo
- Tập 2: Thể hiện cá tính qua trang phục và trang điểm
- Tập 3: Adam & Eva gặp con rắn trong Vườn địa đàng
- Tập 6: Khỏa thân trong quán Bi-a
- Tập 7: Quảng cáo nước hoa giả
- Tập 8: Hóa thân thành nam và nữ trong trang phục cổ điển cùng với xe cổ điển
- Tập 10: Tạo dáng với súng lửa trong đồ lót bằng da
- Tập 11: Áo tắm ở Ibiza
- Tập 12: Ảnh chân dung thời trang cao cấp

### Diện mạo mới
- Alessandra: Cắt ngắn 1 khúc
- Elena: Nhuộm vàng và cắt ngắn 1 khúc
- Elga: Tóc tém
- Fiorella: Cắt đều và cắt lớp
- Francesca B.: Nhuộm vàng
- Francesca L.: Tóc bob kiểu Vidal Sassoon với mái ngố
- Gilda: Tóc ngắn kiểu 1960
- Laura: Thêm mái ngố
- Lorena: Cắt đều
- Manuela: Cắt đều
- Sara: Tóc bob dài
- Tiziana: Cắt đều và thêm highlight